# Peugeot 1007
El Peugeot 1007 es un monovolumen del segmento A producido por el fabricante francés Peugeot desde 2005 hasta 2009. Es un cuatro plazas con carrocería de tres puertas diseñada por Pininfarina. Las puertas laterales son corredizas eléctricamente, y los asientos traseros tienen desplazamiento longitudinal de 230 mm.
El 1007 tiene motor delantero transversal y tracción delantera, y se ofrecía con cajas de cambios manuales y automáticas de cinco marchas. Algunos de sus rivales son los Lancia Ypsilon, Nissan Micra, Mini, Opel Agila y Suzuki Swift.
Al igual que en el Peugeot 4007, el doble cero en su nombre indica que es un modelo especial, distinto de un automóvil de turismo, un cupé o un descapotable.
Los dos motores gasolina tienen inyección indirecta, mientras que los dos diésel tienen inyección directa common-rail. Los gasolina son un 1.4 litros de 75 o 90 CV, y un 1.6 litros de 110 CV, el primero de dos válvulas por cilindro y los dos restantes de cuatro válvulas por cilindro. Los diésel son un 1.4 litros con turbocompresor de geometría fija y dos válvulas por cilindro de 68 CV, y un 1.6 litros con turbocompresor de geometría variable, intercooler y cuatro válvulas por cilindro de 109 CV.
En 2009 finalizó la producción del modelo 1007.